# Sokolovna v Blovicích
Sokolovna v Blovicích v okrese Plzeň-jih, je stavba v Tyršově ulici nedaleko centra, která slouží k sportovním a kulturním akcím TJ Sokol Blovice.
Budova byla postavena v letech 1921 a 1922 (slavnostní kámen byl položen v červenci 1921). Slavnostní otevření proběhlo 6. srpna 1922, přičemž náklady dosahovaly takřka 800 000 korun. O rok později bylo v budově zprovozněno i kino.
V současné době (2020) je budova majetkem TJ Sokol Blovice a slouží i jako turistická ubytovna a restaurace.